# It's Only Rock 'n Roll (But I Like It)
Singles de The Rolling Stones
Doo Doo Doo Doo Doo (Heartbreaker)
(1973) Ain't Too Proud to Beg
(1974)
Pistes de It's Only Rock 'n Roll
Ain't Too Proud to Beg Till the Next Goodbye
It's Only Rock 'n Roll (But I Like It) est une chanson du groupe de rock britannique The Rolling Stones parue d'abord le 26 juillet 1974 en single, puis le 18 octobre 1974 sur l'album It's Only Rock 'n Roll.

## Historique et enregistrement
En 1973, le guitariste des Faces Ronnie Wood (futur membre des Rolling Stones) et ami de Mick Jagger et de Keith Richards, est en train d’enregistrer son premier disque solo, I've Got my Own Album To Do, chez lui à Richmond Hill, The Wick au sud-ouest de Londres. Pour l'aider, Mick Jagger et Keith Richards lui écrivent deux chansons. En échange, Ronnie va inviter Mick à venir travailler chez lui la nouvelle chanson des Rolling Stones, It's Only Rock'n Roll (But I Like It),.
La chanson est enregistrée chez Ron Wood à Richmond Hill en novembre 1973 avec lui-même à la guitare acoustique et aux chœurs, Mick Jagger au chant et à la guitare, Willie Weeks à la basse, David Bowie aux chœurs et Kenney Jones à la batterie. Puis Mick a emporté les bande pour finir l'enregistrement avec les Rolling Stones qui se déroulent de janvier à mai 1974.
De l'enregistrement original ne seront conservés que le chant de Mick, la guitare acoustique de Ron Wood et la batterie de Kenney Jones (après que le batteur du groupe Charlie Watts a essayé d'enregistrer correctement sa partie sans succès), le reste (y compris le chant de Bowie) étant effacé et remplacé par le groupe (sans Charlie), accompagné de Ian Stewart au piano. Début mars 2021 sont apparus sur la toile (à la grande surprise des fans) cinquante enregistrements "non officiels" du groupe (la plupart des titres étant inédits) et l'un d'eux est cette fameuse version avec Bowie dans les chœurs.

## Analyse artistique
Dans la chanson, Mick veut reconquérir sa femme infidèle, même en  « s'enfonçant un stylo dans le cœur », avec pour slogan heureusement « ce n'est que du rock'n roll, mais j'aime ça », qui s'adresse également aux journalistes qui s’interrogent sur l'avenir du groupe.
Les paroles sont inspirées par la scène Glam Rock représentée par David Bowie, T Rex et Alice Cooper, en particulier la chanson Rock 'n' Roll Suicide du premier, utilisant le suicide dans le scénario du concert.
La signification des paroles a été résumée par Jagger dans les notes de la pochette de l'album Jump Back ; "L'idée de la chanson a à voir avec notre personnage public à l'époque. Je commençais à en avoir assez des gens qui faisaient des affaires en disant des choses comme, 'oh, ce n'est pas aussi bon que ton dernier travail.' Une photo de moi avec un stylo coincé comme si c'était une épée... C'était quelque chose de léger, d'anti-journalistique".
Jagger a également déclaré que dès qu'il l'avait écrit, il savait que ce serait un single. Il a dit que c'était sa réponse à tous ceux qui prenaient au sérieux ce que lui ou le groupe faisait. Richards, pour sa part, était opposé à ce que ce soit le prochain single, mais alors qu'ils continuaient à enregistrer, il a finalement accepté. Il a dit à Jagger que "cette chanson est un classique, le titre est juste un classique et c'est tout".

## Parution et réception
Sorti en single le 26 juillet 1974, It's Only Rock 'n Roll (But I Like It) atteint la 16e place aux États-Unis et la 10e au Royaume-Uni. Des mois plus tard, la chanson a été incluse sur l'album It's Only Rock 'n Roll, sorti le 18 octobre 1974.
La face B était la ballade Through the Lonely Nights, qui n'apparaissait sur aucun album avant Rarities 1971-2003.
Les Rolling Stones jouent régulièrement la chanson lors de leurs concerts, mais dans une tonalité différente de la version studio : sur leurs albums live Love You Live (1977) et Live Licks (2004), elle est accordée en si (B), alors que la version studio la version est en mi (E). Selon Richards, la chanson a été enregistrée dans la mauvaise tonalité, mais ils ne s'en sont pas rendu compte avant de l'avoir jouée en concert.

## Vidéo musical
La chanson a été promue par un clip vidéo réalisé par Michael Lindsay-Hogg, montrant le groupe vêtu de costumes de marin jouant dans une tente remplie de mousse. Cette vidéo était la dernière apparition de Mick Taylor en tant que membre du groupe, il a ensuite été remplacé par Ron Wood, qui bien qu'il n'apparaisse pas dans la vidéo, a enregistré la guitare acoustique de la chanson aux côtés de Keith Richards à la guitare électrique.
La mousse était détergente et, selon Richards, l'idée des combinaisons de marin est venue à la dernière minute car aucun des musiciens ne voulait ruiner ses vêtements. Jagger a déclaré que l'ensemble du processus de tournage était "très désagréable" et était également extrêmement long. Les caméras et les lumières ne pouvaient pas être à l'intérieur du magasin, car cela mettait tout le monde en danger d'électrocution. En raison de ce risque, pour que la vidéo puisse être filmée dans son intégralité, le groupe devait être assuré pour une somme assez raisonnable. Richards a déclaré: "Le pauvre Charlie (Watts) s'est presque noyé... parce que nous avons oublié qu'il était assis."

## Personnel
Crédités,:

### Piste de base
- Kenney Jones : batterie
- Willie Weeks : basse (effacée)
- David Bowie : chœurs (effacé)
- Ronnie Wood - Guitare 12 cordes acoustique (gardée), chœurs (effacé)

### The Rolling Stones
- Mick Jagger: chant, guitare électrique, choeurs
- Keith Richards: guitare électrique, choeurs
- Mick Taylor: guitare électrique
- Bill Wyman : basse

### Musiciens additionnels
- Ian Stewart: piano

## Classements
| Classements (1974)             | Meilleure position |
| ------------------------------ | ------------------ |
| Australie (Kent Music Report)  | 17                 |
| Canada (Top Singles)           | 13                 |
| Allemagne (Media Control AG)   | 36                 |
| Irlande (IRMA)                 | 6                  |
| Pays-Bas (Single Top 100)      | 13                 |
| Norvège (VG-lista)             | 8                  |
| Royaume-Uni (UK Singles Chart) | 10                 |
| États-Unis (Hot 100)           | 16                 |